# Eleccions al Parlament Europeu de 1979 (Irlanda)
Les eleccions al Parlament Europeu de 1979 a Irlanda van ser les eleccions celebrades el 7 de juny per a escollir als 15 eurodiputats irlandesos per a la I legislatura del Parlament Europeu. Les eleccions van superar el 63% de la participació i van ser guanyades per els conservadors del Fianna Fáil. Aquestes van ser les primeres eleccions que es van celebrar simultàniament a tota l'illa d'Irlanda des de les eleccions al Dáil Éireann de 1921.

## Sistema electoral
Irlanda va decidir repartir els seus 15 eurodiputats en quatre circumscripcions electorals: 5 escons per al Munster, 4 per al Comtat de Dublín, 3 per a la circumscripció de Connacht i l'Ulster i 3 més per a la resta de la província del Leinster. El sistema de recompte va ser el de representació proporcional mitjançant el vot únic transferible.

## Resultats
El conservador Fianna Fáil va ser el guanyador de les eleccions amb el 34,7% dels vots i 5 eurodiputats enfront del 33,1% i 4 escons del també conservador Fine Gael, membre del Partit Popular Europeu. El Partit Laborista, membre de la Confederació dels Partits Socialistes, es va quedar amb el 14,5% dels vots i 4 diputats.
| Candidatura                        | Facció europea        | Sufragis  | Sufragis | Escons           | Escons           |
| Candidatura                        | Facció europea        | Vots      | %        | Dip.             | Dif.             |
| ---------------------------------- | --------------------- | --------- | -------- | ---------------- | ---------------- |
| Fianna Fáil (FF)                   |                       | 464.451   | 34,7%    | 5                |                  |
| Fine Gael (FG)                     | PPE                   | 443.652   | 33,1%    | 4                |                  |
| Partit Laborista (Lab)             | UPSCE                 | 193.898   | 14,5%    | 4                |                  |
| Independent: Thomas Joseph Maher   |                       | 86.208    | 6,5%     | 1                |                  |
| Independent Fianna Fáil            |                       | 81.522    | 6,1%     | 1                |                  |
| Sinn Féin-Partit dels Treballadors |                       | 43.942    | 3,3%     |                  |                  |
| Altres independents                |                       | 25.399    | 1,8%     |                  |                  |
| Vots a candidatures                | Vots a candidatures   | 1.339.072 | 96,2%    | 15               |                  |
| Vots nuls o no vàlids              | Vots nuls o no vàlids | 53.213    | 3,8%     | Ireland Election | Ireland Election |
| Vots emesos                        | Vots emesos           | 1.392.285 | 63,6%    | Ireland Election | Ireland Election |
| Cens total                         | Cens total            | 2.188.798 |          | Ireland Election | Ireland Election |

## Conseqüències
El Sinn Féin Provisional no es va presentar a les eleccions. No obstant això, el relatiu èxit de Bernadette McAliskey a Irlanda del Nord va ajudar el Sinn Féin a presentar-se a les següents eleccions europees del 1984.